# 特撮冒険活劇 スーパーヒーロー烈伝
『特撮冒険活劇 スーパーヒーロー烈伝』は2000年7月27日に発売されたバンプレストのドリームキャスト参入第1弾ソフトである。

## 概要
SDにディフォルメされたロボットアニメや特撮作品のキャラクターが戦うクロスオーバー作品「コンパチヒーローシリーズ」の1つ。今までのシリーズ作品と異なりガンダムやウルトラマンは登場せず、石ノ森章太郎が原作を担当した特撮作品で構成されているのが大きな特徴。プレイヤーは、SD化されたヒーローを操作し、悪の組織と戦って世界に平和をもたらすことが目的。

## ゲームシステム
- ゲームスタート時に、仮面ライダー1号（『仮面ライダー』）、キカイダー（『人造人間キカイダー』）、アカレンジャー（『秘密戦隊ゴレンジャー』）のうち1人を主人公として選ぶことができる。
- 主人公選択後に作戦本部に移動、作戦本部から「出撃!」を選択すると事件が1本から3本入電し、その中から1本選択し、パーティを編成して事件現場に出撃する。
- パーティ編成は最大5人までのヒーローを選ぶことができる。なお、第1番目枠のヒーローがプレイヤーが動かすことができるリーダーになる。ヒーロー選択後はアイテム装備画面になり各ヒーローにアイテムを装備することができる。
- 事件現場では碁盤目状になったフィールドを横スクロールで移動し、特定のポイントに到達すればイベントが発生してゲームが進行する。また、敵に遭遇した場合はそのまま戦闘に突入する。
- 移動中もしくは戦闘中にステータス画面を見ることができ、リーダーの変更やパーティメンバーのヒーローの行動命令LOGICを個別に設定できたりできる。
- 戦闘シーンは固定された1画面内で戦う。プレイヤーが操作できるのはリーダーのみでその他のヒーローは設定したLOGICの通り行動する。攻撃はパンチもしく武器とキックで自分の左右のマスにいる敵だけ攻撃できる。
- 敵を倒したり、アイテムを使ったりすることで「SP/気力」が増加する。これを消費することで、ヒーロー固有の必殺技を使用することができる。特定のメンバーでパーティすることによって『ゴレンジャーストーム』などの合体技を使用することもできる。敵の怪人も必殺技を使用し、その際はオーラを纏っている。
- 事件を解決していくと、「悪の支配率」が下がっていき、また別のヒーローが登場するシナリオに繋がっていくことがある。どのヒーローを主人公に選んだかで、倒すべき悪の組織[2]、最終シナリオで対峙する、全ての悪の組織を操る黒幕が変化する。

## 登場作品
- 仮面ライダーシリーズ
  - 『仮面ライダー』[3]
  - 『仮面ライダーV3』[4]
  - 『仮面ライダーX』
  - 『仮面ライダーアマゾン』
  - 『仮面ライダーストロンガー』[5]
  - 『仮面ライダー（スカイライダー）』
  - 『仮面ライダースーパー1』
  - 『仮面ライダーZX』
  - 『仮面ライダーBLACK』
  - 『仮面ライダーBLACK RX』
- スーパー戦隊シリーズ
  - 『秘密戦隊ゴレンジャー』
  - 『ジャッカー電撃隊』
- 『宇宙鉄人キョーダイン』
- 『人造人間キカイダー』
- 『キカイダー01』
- 『イナズマン』
- 『イナズマンF』
- 『ロボット刑事』
- 『変身忍者 嵐』[6]
- 『がんばれ!! ロボコン』[7]
- 『美少女仮面ポワトリン』[7]
- 『星雲仮面マシンマン』[7]
- 『快傑ズバット』[8]

### 解説
ヒーローや悪の組織の大幹部は、変身前の姿は登場せず、変身後の姿で登場する。また、原作では直接戦うことがなかったキャラクターと戦闘するシナリオもある。
登場作品が多いこともあり、他のゲームでは登場しないようなキャラクターも多く登場している。また、原作とは異なった役割で出演しているキャラクターや、原作とゲームでは性格が変更されているキャラクターも多い。
ゲームオリジナルのシナリオが用意されており、その中には悪の組織の一員をプレイヤーが操作するものも多い。また、オリジナルシナリオはコメディやナンセンスギャグの要素が強く、本編とはまったく違った性格で登場するキャラクターも多い。
原作ではヒーローを救って犠牲になったり、好敵手を演じたりしたキャラクターが仲間になる場合がある。『人造人間キカイダー』に登場したダークヒーローであるハカイダーは、パーティには加わらないが、ヒーロー達の手助けをする見せ場が多く用意されている。